# 纹袋鼬属
紋袋鼬屬（学名：Myoictis），哺乳綱袋鼬科的一屬，而與紋袋鼬屬同科的動物尚有長爪袋鼬屬（長爪袋鼬）、裏氏袋鼬屬（裏氏袋鼬）、林袋鼬屬（短毛袋鼬）、袋鼬屬（澳洲袋鼬）等之數種哺乳動物。

## 下属物种
本属包括以下物种：
- Myoictis leucura Woolley, 2005
- 三紋袋鼬 Myoictis melas (Müller, 1840)
- Myoictis wallacii Gray, 1858
- Myoictis wavicus Tate, 1947